# Tandi Mwape
Tandi Mwape, né le 20 juillet 1996, est un footballeur international zambien évoluant au poste de défenseur central au TP Mazembe.

## Biographie

### En équipe nationale
Il reçoit sa première sélection en équipe de Zambie le 2 juin 2019, contre le Malawi, lors de la Coupe COSAFA. La Zambie remporte le tournoi en battant le Botswana en finale.  En décembre 2023, il est retenu dans la liste des vingt-sept joueurs zambiens sélectionnés par Avram Grant pour disputer la Coupe d'Afrique des nations 2023.

## Palmarès
- Vainqueur de la Coupe COSAFA en 2019 avec l'équipe de Zambie